# Ayya Vaikunda Avataram

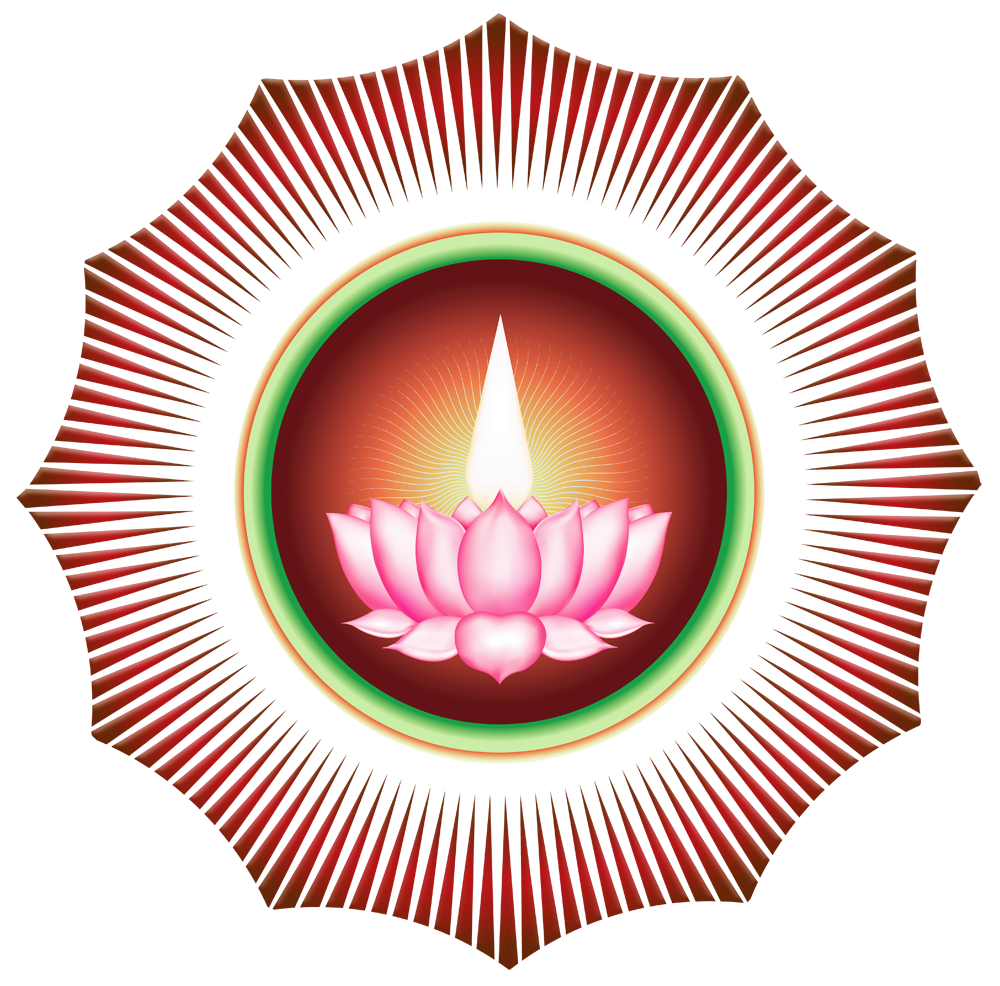
Symbole Ayyavazhi

La fête de Ayya Vaikunda Avataram (Tamoul: அய்யா வைகுண்ட அவதாரம் - « Incarnation de Vaikundar ») est célébrée par les adeptes de  Ayyavazhi le 20e jour du mois tamoul de Masi.
Cette date est celle à laquelle les sectateurs de Ayyavazhi croient que le Seigneur Vaikundar est sorti de la mer à Thiruchendur, en tant que fils de Mummorthies pour détruire l'esprit mauvais de Kâlî et transformer le Kaliyukam — « l'Âge de Kali », le quatrième et actuel âge de la cosmogonie hindoue — en Dharma Yukam, l'état de félicité absolue selon la mythologie ayyavazhi.  